# Павел III Младший
Павел III Младший (лат. Paulus III, итал. Paolo III Juniore; умер 17 февраля 810, Неаполь) — епископ Неаполя (799—810); святой, почитаемый в Римско-католической церкви (день памяти — 17 февраля).

## Биография
Основным историческим источником о Павле III Младшим является написанная в конце IX века Иоанном Диаконом вторая часть «Деяний неаполитанских епископов».
О происхождении Павла III сведений не сохранилось. В 799 году скончался неаполитанский епископ Стефан II, управлявший епархией тридцать три года. После его смерти среди неаполитанцев начались споры о том, кому доверить ставшую вакантной епископскую кафедру. Герцог Феофилакт II, женатый на дочери умершего епископа Евпраксии, желал сам распоряжаться богатствами Неаполитанской епархии, и поэтому отвергал всех представляемых ему кандидатов. В результате противостояние между герцогом и духовенством привело к мятежу. Желая положить конец беспорядкам, Феофилакт II и священнослужители обратились за посредничеством к герцогине Евпраксии. Та же посоветовала избрать новым епископом известного своим огромным благочестием Павла. Хотя тот был мирянином и вдовцом, все неаполитанцы согласились возвести его не епископскую кафедру. Назначение епископами лиц, до того не имевших духовного сана, было обычной практикой для Византии, частью итальянских владений которой был Неаполь. Однако такое назначение не соответствовало обычаям, утверждённым Святым Престолом, и поэтому Феофилакт II должен был получить согласие на возведение Павла в епископы у папы римского Льва III. Тот же, желая оказанием столь ценной услуги герцогу ещё больше укрепить связь неаполитанцев с Римом, в марте 800 года дал согласие на получение Павлом III Младшим епископского сана.
Несмотря на то, что Павел III Младший ранее не был священнослужителем, он проявил себя как истинный пастырь. Став епископом, Павел неустанно заботился о помощи бедным и обездоленным, а из оставшихся от его предшественника средств финансировал строительство новых и ремонт старых церквей. По повелению Павла несколько неаполитанских храмов были богато украшены, а в епископской резиденции основана большая библиотека. Стараниями епископа был также построен гостеприимный дом, предназначенный для приезжавших в Неаполь послов и купцов. Свою благодетельницу Евпраксию, овдовевшую в 801 году, Павел III посвятил в духовный сан и сделал аббатисой основанного ею ранее монастыря Святой Девы Марии.
Поддерживал Павел III Младший хорошие отношения и с герцогом Анфимом. По повелению этого правителя Неаполя в городе была построена богато украшенная церковь, освящённая в честь святого Павла. Возможно, она была построена на месте римского храма Диоскуров. Анфим также передал Неаполитанской епархии монастырь Святого Андрея, ранее принадлежавший Святому Престолу.
В «Деяниях неаполитанских епископов» ошибочно утверждается, что Павел III управлял Неаполитанской епархией двадцать лет, четыре месяца и шесть дней: в действительности он скончался 17 февраля 810 года. После смерти Павла III среди неаполитанцев возникли серьёзные разногласия о том, кто должен быть его преемником. Сначала епископом был избран диакон Тиберий, но его кандидатуру не поддержал герцог Анфим, а затем с согласия папы римского Льва III новым главой Неаполитанской епархии стал Урс II.
Уже вскоре после смерти Павел III Младший стал почитаться неаполитанцами как святой. Об этом свидетельствует упоминание его имени в мартирологе на изготовленном в IX веке «Мраморном календаре». День памяти святого Павла III Младшего отмечается 17 февраля.

## Комментарии
1. ↑  В источниках упоминается как Павел Младший, чтобы отличаться от святого Павла Старшего, главы Неаполитанской епархии в III веке[1].